# Scinax cuspidatus
Scinax cuspidatus là một loài ếch thuộc họ Nhái bén.
Đây là loài đặc hữu của Brasil.
Môi trường sống tự nhiên của chúng là rừng ẩm vùng đất thấp nhiệt đới hoặc cận nhiệt đới, vùng cây bụi ẩm khu vực nhiệt đới hoặc cận nhiệt đới, đồng cỏ khô nhiệt đới hoặc cận nhiệt đới vùng đất thấp, đầm nước ngọt, đầm nước ngọt có nước theo mùa, vùng nhiều đá, rừng thoái hóa nghiêm trọng, và ao.
Chúng hiện đang bị đe dọa vì mất môi trường sống.